# Napoli Tivù
Napoli Tivù è stata un'emittente televisiva  fondata a Napoli nel 1977.
Acquistata nel 1988 dall'ing. Francesco Mazzarella, l'emittente è stata diretta dalla figlia Gianna Mazzarella. Napoli Tivù era ricevibile attraverso il proprio multiplex in Campania al canale 80 dell'ordinamento automatico dei canali. Il canale poteva essere visto anche nel resto d'Italia attraverso lo streaming dal sito internet dello stesso.
Fu nota soprattutto per aver diffuso tra gli anni settanta e gli anni novanta informazione radicata sul territorio. Nel 1982 è stata la tv ufficiale di Diego Armando Maradona, nel 1999 ha prodotto talk con un giovane Maurizio Costanzo. Fucina di cabaret verso gli inizi del 2000, ha poi consolidato il palinsesto per l’informazione. 
Nel 2007 produce “Xanax, la pillola che leva le ansie del cittadino" condotto da Luca Abete che a camera nascosta riprende tutte le pecche della Campania, per inchieste da levare il fiato. Inchieste trasmesse anche da Striscia La Notizia e TV Koper-Capodistria.

## Frequenze
Questa lista è suscettibile di variazioni e potrebbe essere incompleta o non aggiornata.

- Ch.53 Monte Faito (NA)
- Ch.53 Camaldoli (NA)
- Ch.53 Monte Montone (CE)
- Ch 53 Sessa Aurunca (CE)
- Ch.53 MonteVergine (AV)
- Ch.53 Masso della Signora (SA), Iaconti di Dragonea (SA), M.S. Angelo (SA), Perdifumo (SA)
- Ch.53 Camposauro - Vitulano (BN), Belvedere del Sannio - S. Marco ai Monti, S. Nicola Manfredi (BN)

## Programmi
- Made in Love
- Giallo Zafferano
- Venture
- Napoli nel Cuore
- Nozze e Dintorni
- DiciCiao
- Xanax
- +Sanità
- NTV Speciale salute
- Talent Time
- Prima Fila
- Mavacao
- Il Tramezzino
- Luna Rossa
- Casba
- 80nostalgia
- Chef a sorpresa
- Ecomoda

### Telenovelas
- Betty la fea
- Manuela
- Tormento d'amore - La vera storia del conte Dracula
- Perla nera
- Celeste
- Celeste 2
- Illusione d'amore

### Cartoni animati
- Mechander Robot
- Astrorobot contatto Ypsilon
- Godam
- Zambot 3
- Starzinger
- Moon Mask Rider
- Angie Girl